# Морской транспорт

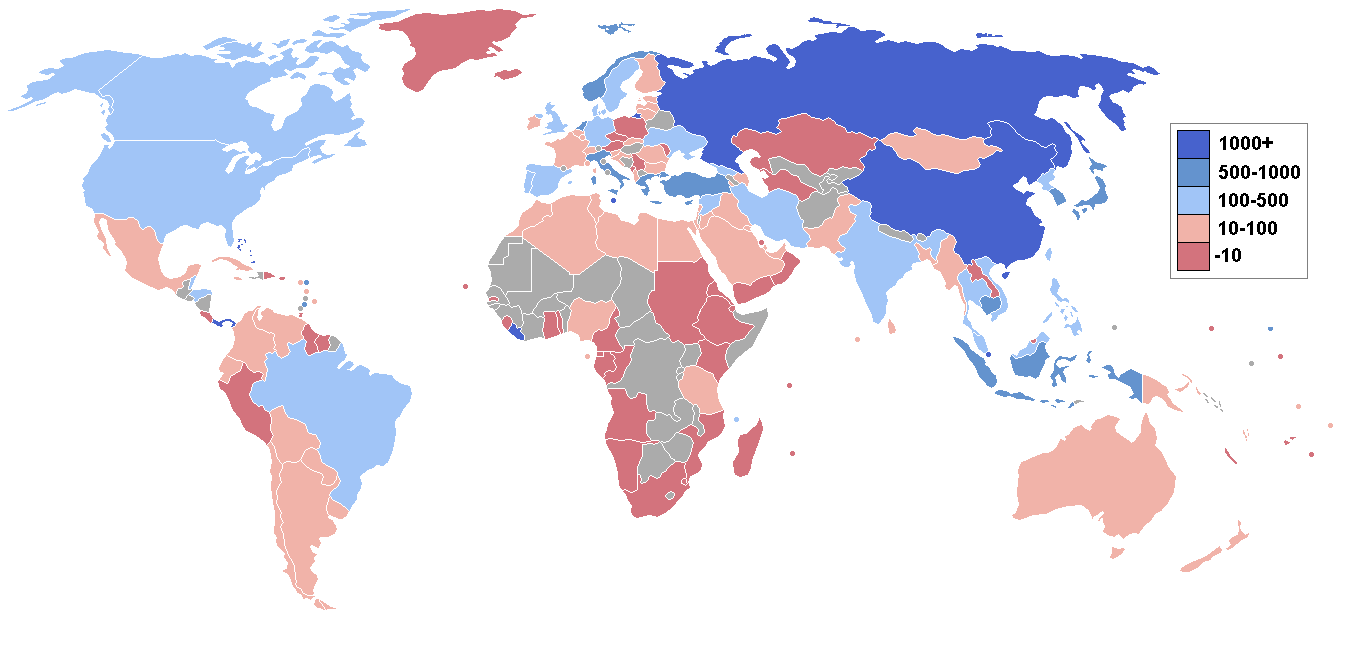
Количество судов с внутренним объемом более 1000 регистровых тонн в 2005 г. по странам.

Морско́й тра́нспорт — вид водного транспорта. К морскому транспорту относится любое судно, способное передвигаться по водной поверхности (морей, океанов и прилегающих акваторий), а также просто находиться на плаву и выполнять при этом определенные функции, связанные с перевозкой, перевалкой, хранением, обработкой различных грузов; перевозкой и обслуживанием пассажиров.
Морской транспорт и его деятельность регулируется как национальными законами, так и международными нормативными документами, конвенциями и правилами, выполнение и соблюдение которых строго контролируется со стороны всех стран-участников, подписавших определенные обязательства.
Плюсы (минусы) данного вида транспорта:
– уделяется большое внимание безопасности мореплавания (только после катастрофы Титаника 1912 года) и экологии (только начиная с 1970-х);
– низкая стоимость фрахта, так как суда потребляют удельно меньше топлива в расчёте на тонно-километр, стоимость которого, а также прочих транспортных расходов, может быть разделена на большее количество перевозимых грузов или товаров;
– безопасность от нападений (но не пиратства) или краж (на рейдах портов стран третьего мира достаточно распространённое явление);
– возможность разово перевозить большое количество груза (угроза аварий суперсудов, например, в каналах (Авария контейнеровоза «Эвер Гивен») или на побережьях (Разлив нефти);
– возможность путешествовать на особо дальние расстояния (потеряло актуальность (Океанский лайнер) с развитием авиации);
– возможна перевозка любых видов грузов, включая негабаритные и сверхтяжелые, по водным путям;
– соответствие строгим стандартам безопасности (несоответствие нормам безопасности судов старой постройки);
– большой глобальный охват – ~70% поверхности суши покрыто океанской водой;
– экологическую устойчивость из-за использования менее загрязняющих видов топлива (Флотский мазут на сегодня – самый экологически грязный вид углеводородного топлива);
– (возможность больших аварий или катастроф из-за «человеческого фактора» или неблагоприятных погодных условий).

## Грузовые перевозки

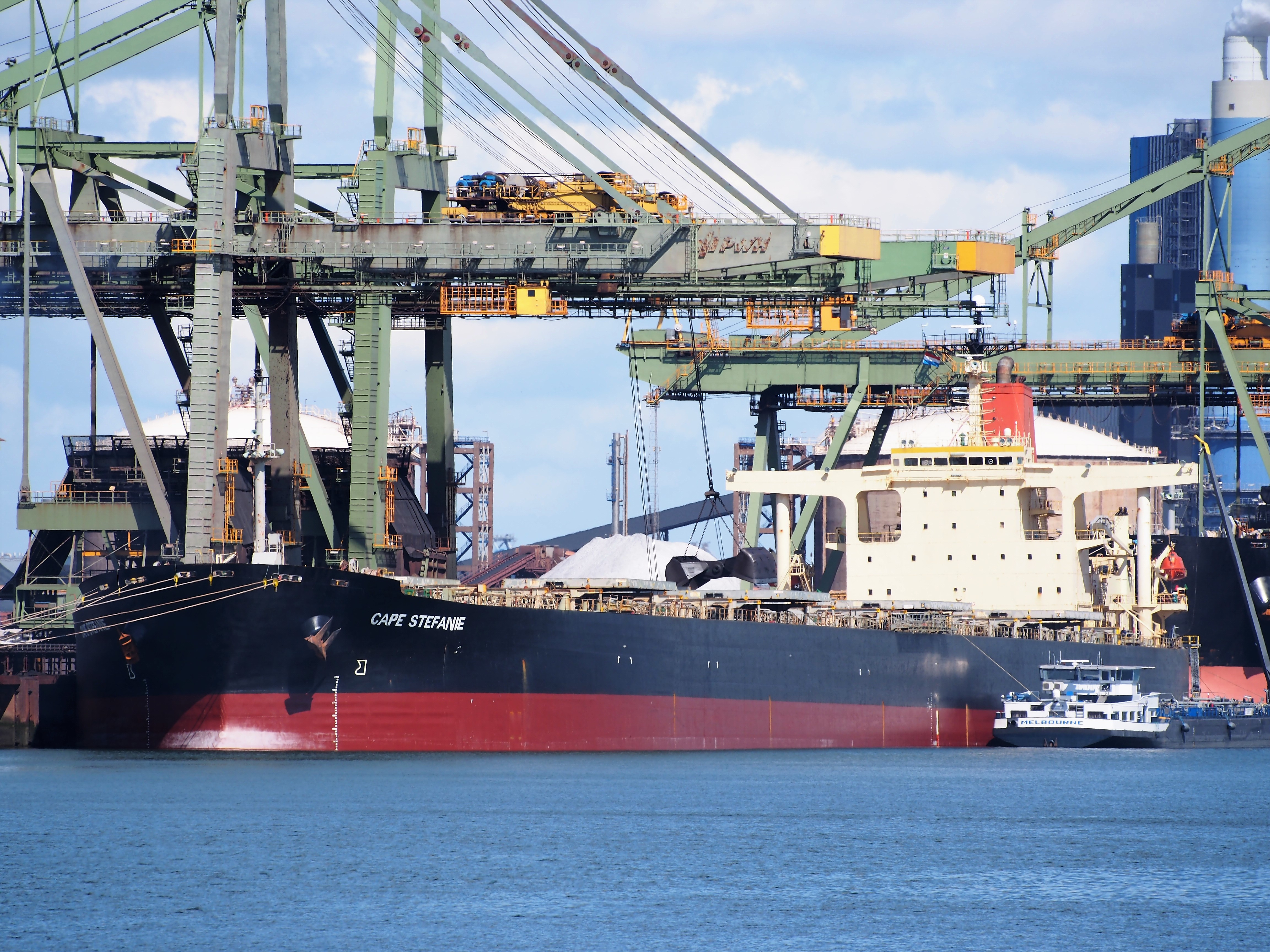
Роттердамский порт, один из крупнейших в мире

Морским транспортом перевозится большая часть грузов по всему миру. Особенно это касается наливных грузов, таких как сырая нефть, нефтепродукты, сжиженный природный газ и продукты химической промышленности наливом. Второе место по объёму перевозок морским транспортом занимают контейнеры. Суда-контейнеровозы вытеснили с рынка универсальные суда, так как в стандартный 20- или 40-футовый контейнер может быть помещён любой груз, подходящий по габаритам. Притом время обработки таких судов снижено в десятки раз, благодаря унификации транспортной системы всего мира в отношении контейнерных перевозок. Немалую роль играет механизация и информационное обеспечение транспортных процессов. Судоходство с использованием контейнеровозов организуется по фидерному принципу: контейнеровозы большой грузоподъёмности доставляют грузы между крупными портами (в Роттердаме, Сингапуре, Гонконге, Лос-Анжелесе, Нью-Йорке и другими), а доставка потребителям в иных портах осуществляется небольшими фидерными контейнеровозами. 
Также к специализированным судам, которые предназначены для перевозки одного или нескольких видов груза, можно отнести суда-автомобилевозы, рефрижераторные суда, скотовозы, тяжеловозы, навалочные (балкеры), лихтеровозы, буксирные и т. д.
По данным на 2021 год, 29% мировой морской торговли приходится на перевозки в танкерах наливных грузов, 26% — на перевозки сухогрузами (прежде всего железной руды, зерна, угля), 24% — на контейнерные перевозки. При этом контейнерные перевозки — самый динамично развивающийся сегмент морского грузооборота: они выросли почти втрое с 1998 года по 2019 год — с 60 млн TEU (один стандартный 20-футовый контейнер) до 150 млн TEU.
В зависимости от задач и рода груза, суда обладают соответствующими характеристиками, которые отражают их автономность, грузоподъемность, методы погрузки-выгрузки, скоростные данные; способность противостоять погодным условиям, ограничения по району плавания, способность проходить Панамским или Суэцким каналами (panamax и handymax), сохранять температурные и атмосферные режимы грузовых трюмов.
Существуют две основные формы организации морских перевозок — линейные суда (суда, которые курсируют по определенному маршруту между несколькими портами по расписанию) и трамповые суда (англ. tramp — бродяга), которые составляют половину единиц мирового флота, занимаются свободной перевозкой случайных, попутных грузов. Они не привязаны к определенным географическим точкам и не обременены долгосрочными контрактами на перевозку. В последние десятилетия получила развитие третья, смешанная форма, которую иногда называют регулярным трамповым судоходством. Это организация перевозок на постоянных направлениях последовательными рейсами по «маятниковой», или «челночной» схеме. Уже к началу 1990-х годов по этой схеме морским транспортом перевозили 3/5 всех грузов.

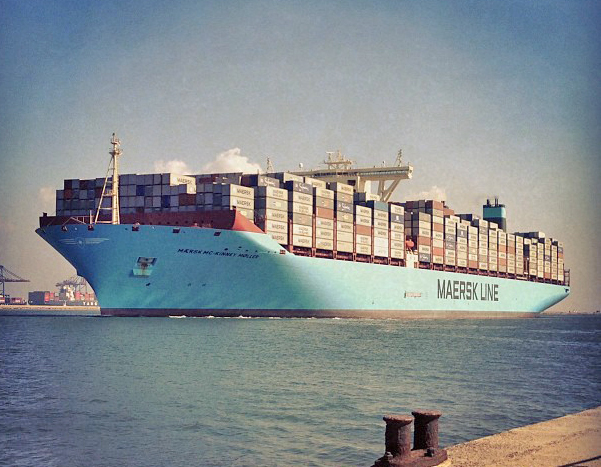
«Mærsk Mc-Kinney Møller», первый сверхкрупный контейнеровоз класса три E компании Maersk Line, проходит Суэцкий канал, 2013 год

Учитывая тот объём груза, который может перевезти одно судно за один раз, морской транспорт нельзя назвать медленным. Пример: 300000 тонн сырой нефти за один раз может быть перевезено из восточных портов Великобритании в один из портов США на восточном берегу за десять дней. Крупные контейнеровозы (до 5000 контейнеров), выходя из порта Роттердам (Нидерланды), достигают Шанхая (Китай) за 18 дней. В среднем перевозки из Китая в Европу по морю занимают 30 дней.
Что касается маршрутов грузоперевозок, то маршрут в Северной Атлантике между США и странами Европы, по которому провозят порядка двух миллиардов тонн грузов в год, занимает первое место. На втором месте — перевозки через Суэцкий канал (более миллиарда тонн в год). Третье место занимают перевозки через Панамский канал между Европой и западным побережьем США и Южной Америки (500 млн тонн грузов в год).

## Пассажирские перевозки
Пассажирские суда и паромы занимают отдельную нишу в перевозках морским транспортом. К ним со стороны контролирующих органов предъявляются очень высокие требования по конструкции и снабжению. Основную часть пассажирского флота составляют автомобильно-пассажирские паромы. Другую часть пассажирского флота составляют круизные пассажирские суда. 

## Преимущества и недостатки морского транспорта
Преимущества:
1. относительно низкая себестоимость перевозок;
2. большая грузоподъёмность, что позволяет перевозить значительные партии груза;
3. практически нет ограничений на пропускную способность;
4. единое правовое и юридическое поле с 400-летней историей.

Доставка грузов морским транспортом характерна своей универсальностью, надёжностью и невысокой ценой. Такой способ перевозки выбирается для снижения себестоимости транспортировки груза. Морской транспорт особенно эффективен при перевозке больших объёмов.
Недостатки:
1. требует наличия оборудованных портов;
2. низкая скорость передвижения.
3. зависимость от природных условий.
4. низкая экологичность: использование тяжелого высокосернистого углеводородного топлива судовыми дизелями и сброс мусора в акваториях океанов и морей.
5. большие затраты на строительство портов и судов[источник не указан 824 дня].

## Количество морских судов по странам
Благодаря так называемым удобным флагам, на первом месте по количеству зарегистрированных морских судов находятся такие страны как Панама, Либерия, Мальта.